# Музей на човека
Музеят на човека (на френски: Musée de l'Homme) е антропологичен музей в Париж.
Основан е през 1937 година от Пол Риве по повод провежданото по онова време в града световно изложение, замествайки закрития малко по-рано Етнографски музей „Трокадеро“, с амбицията да представи човечеството в неговото антропологично, историческо и културно многообразие.
Днес музеят е сред 7-те подразделения на Националния музей по естествена история.